# Sychesia subtilis
Sychesia subtilis là một loài bướm đêm thuộc phân họ Arctiinae, họ Erebidae.